# Тін Мурті Бхаван
Тін Мурті Бхаван або Будинок Тін Мурті (англ. The Teen Murti Bhavan (Teen Murti House)) — є колишньою резиденцією індійського прем'єр-міністра Джавахарлала Неру в Делі, Індія. Неру проживав тут протягом 16 років прем'єрства до самої своєї смерті 27 травня 1964 року. Будівлю спроектував Роберт Тор Рассел, британський архітектор, який проектував район Коннот-Плейс, Східний і Західний двори Джанпатха в період Британської Індії. Тін Мурті Бхаван був побудований в 1930 році, як частина нової імперської столиці Індії, Нью-Делі, як резиденція головнокомандувача Британської армії Індії.
Сьогодні Тін Мурті розміщує різні відомства, в тому числі Меморіальний музей і бібліотеку Неру, яким завідує Міністерство культури Індії, а головою Виконавчої ради є доктор Каран Сінгх. Комплекс також розміщує офіси «Пам'ятного фонду Джавахарлала Неру», заснованого в 1964 році під керівництвом доктора С. Радхакрішнана, колишнього президента Індії. Тін Мурті Бхаван також вміщує безліч пам'ятних сувенірів з різних країн, в тому числі Англії, Непалу, Сомалі, Китаю та інших. Кожен сувенір являє собою значні можливості даних країн. Фонд також присуджує «Пам'ятне товариство Джавахарлала Неру», засноване в 1968 році.
Крім цього, у комплексі знаходяться «Центр сучасних досліджень» і планетарій ім. Неру, відкритий у 1984 році.

## Походження назви
Будинок названий на честь меморіалу Тін Мурті (дослівно «три статуї»), створеного британським скульптором Леонардом Дженнінгсом, який розташовується на транспортному перехресті навпроти своєї великої території. Меморіал, який містить статуї трьох військових у реальну величину, був споруджений в 1922 році в пам'ять про солдатів Індії з трьох князівств, а саме: Джодхпур, Хайдарабад і Майсур, які служили нинішнім Сектору Гази, Ізраїлю і Палестині в період Першої світової війни під керівництвом армії Британської Індії.

## Історія
Бхаван спочатку був відомий як «Будинок із флагштоком» і був резиденцією головнокомандувача Британської армії Індії. Розташований на території в 30 акрів, будинок побудований з пісковику і штукатурки та виходить на південну частину Раштрапаті Бхаван (Президентського палацу). У будівлі є арковий прохід, поглиблене вікно, а на першому поверсі знаходиться колонна веранда на задньому фоні будівлі, що відкриває вид на галявину.
Після здобуття незалежності (1947 рік) будівля стала резиденцією прем'єр-міністра. У 1964 році після смерті Неру будинок був перетворений у національний меморіал, який містить бібліотеку і музей. На сьогодні приміщення Музею Неру на першому поверсі, його офіс в південному блоці Міністерства закордонних справ, було «відновлено» з тими ж меблями та іншими предметами, якими він користувався разом із деякими пам'ятними сувенірами, речами та сувоями.

У комплексі знаходяться штаб-квартири Пам'ятного фонду Джавахарлала Неру, заснованого в листопаді 1964 року, Меморіальної бібліотеки Неру, а також Товариства Джавахарлала Неру. Меморіальна бібліотека Неру вважається найкращою для надання інформації про сучасну історію Індії. Заснована в 1966 році, вона працювала в самому головному будинку, поки нинішня будівля не була відкрита на території комплексу в 1974 році.
Один з чотирьох Планетаріїв їм. Неру в Індії також знаходиться в будівлі Тін Мурті. Він був заснований 6 лютого 1984 року колишнім прем'єр-міністром шріматі Індірою Ґанді. Театр просто неба в планетарії використовується для вистав і як виставкова галерея. У вересні 2010 року планетарій був заново відкритий після реконструкції на суму в 11 мільйонів рупій до Ігор Співдружності 2010 року й отримав Королівський Скіпетр. У планетарії є оптичний зоряний проектор Megastar, який може показувати 2 мільйони зірок.
Недалеко від Планетарію ім. Неру на території комплексу Бхаван знаходиться Шикаргах, також відомий як Кушак Махал, мисливський будиночок 14-го століття для правителя Делійського султанату, Фіруз Шах Туглака (1351—1388). Споруджена на високому майданчику з бутової кладки та обладнана сходами, прилегла квадратна структура складається з трьох відкритих бухт, які містять арки. Кожна з цих бухт має 3 відсіки. Фортеця Фіруз Шаха, Фіруз Шах Котла, розташована далі вздовж берега річки Ямуна. Щоправда, карта Делі 1912 року вказує на потік, який протікає через фортецю в бік Ямуни. На сьогодні меморіал охороняється Археологічною службою Індії (АСІ), а прилегла вулиця Кушак названа на честь нього.